# Idukki
Idukki är ett (malayalam: ടുക്കി ജില്ല) distrikt i indiska delstaten Kerala. Den administrativa huvudorten heter sedan 1976 Painavu. Dessförinnan var Kottayam huvudort i området.